# Зверев мост

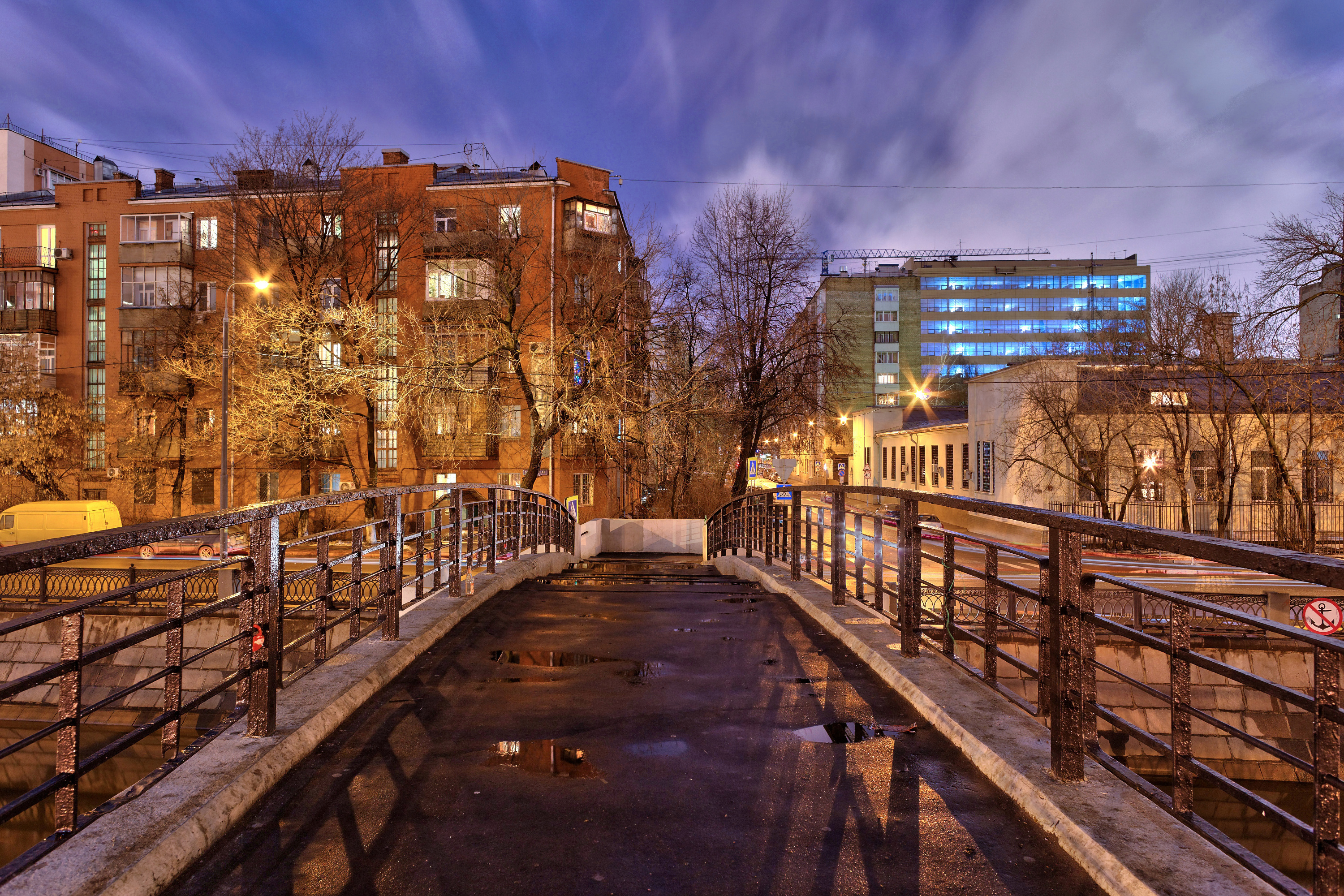
Вид на мост

Зве́рев мост — пешеходный мост через Водоотводный канал в Москве. Расположен между Комиссариатским и Малым Краснохолмским мостами, по трассе Садовнического (до 1954 — Зверева) и Большого Татарского переулков. Название получил по переулку, а тот — по фамилии дореволюционных домовладельцев.
Построен в 1930 по проекту инженера Николая Калмыкова и архитектора Исидора Француза. Основа моста — тонкая пологая арка из монолитного железобетона. Толщина несущей арки от 40 см в замке до 63 см в пятах. Над аркой — гидроизоляция из просмолённого джута и также бетонное, ступенчатое дорожное полотно (минимальная толщина всей конструкции в замке арки — 54 см). Подмостовой габарит для прохода малых судов — 14 × 5 м. Устои опираются на деревянные, наклонно вбитые сваи. В 2019 году мост был реконструирован.